# メガサプライヤー
メガサプライヤーとは、グローバルな規模でかつ多様な領域で自動車部品の研究開発、製造、供給を行なっているTier1サプライヤーのことを指す。
日本のデンソーや日立Astemo、ドイツのロバート・ボッシュ、コンチネンタル、ZF、フランスのヴァレオ、アメリカのアプティブなどがそれに分類されている。